# Margareta von Ascheberg
Margareta von Ascheberg (9 de juliol de 1671 - 26 d'octubre de 1753) va ser una noble terratinent sueca, i coronel suplent de regiment durant la Gran Guerra del Nord.

## Vida
Margareta von Ascheberg era la filla menor de mariscal de camp Rutger von Ascheberg, d'origen alemany, i la seva esposa Magdalena Eleonora Busseck. El 26 de gener de 1691, es va casar amb el comte i coronel Kjell Christopher Barnekow (mort en 1700) a Malmö. Com era el costum de la noblesa sueca a l'època, va conservar el seu cognom després del matrimoni i el seu propi títol Grevinnan Ascheberg (Comtessa Ascheberg).
Quan esclatà la Gran Guerra de el Nord, Kjell Christopher Barnekow va ser convocat per Suècia i nomenat coronel dels dragons d'Escània, que es va comprometre a equipar. Tot i així, va morir de sobte de manera inesperada d'unes febres el 19 de desembre de 1700 abans de tenir temps per complir la seva tasca.
Com vídua, Margareta von Ascheberg s'hagué d'encarregar dels seus quatre nens petits i l'administració de les seves propietats així com les altres responsabilitats del seu cònjuge inclosa la tasca d'ordenar i equipar el seu regiment d'Escània. No va quedar alliberada d'aquesta responsabilitat, i el coronel suplent Kr. Un. v. Buchwaldt va ser nomenat per comprovar que complia la seva tasca. A la primavera de 1702, havia realitzat les funcions de coronel organitzant i equipant el regiment i designant els oficials a punt per a la inspecció per ordre reial i preparats per anar a la guerra. També es va asseure a l'oficina d'inspecció del regiment quan aquest va ser enviat a la guerra a Kristianstad. Durant la guerra, va tenir cura de l'equipament i assumptes del regiment, i va intercanviar cartes amb Carles XII de Suècia sobre els seus nomenaments i promocions. Va ser anomenada "Coronela" o "Senyora Coronel" i admirada per l'"energia i cura amb la qual va actuar en la seva tasca inusual, una circumstància, que en altres casos semblaria impossible per a una dona".
Margareta von Ascheberg també tenia sota la seva responsabilitat les propietats del seu difunt cònjuge, incloent Vittskövle, Rosendal i Örtofta a Escània, Gammel-Kjöge en Själland, Ralsvik i Streu en Rügen, a les que va afegir la propietat de Ugerup a Escània. A més, va heretar i va adquirir propietats addicionals en Eliinge, Sövdeborg i Tosterup. Va ser una dona de negocis i terratinent molt elogiadai recomanada per la seva eficiència. Va fundar escoles, hospitals i va fer donacions anònimes per als pobres a les parròquies de les seves propietats i, en contrast amb altres amos de terres contemporanis, com l'odiada Christina Piper, va aconseguir fer-se popular entre els seus empleats. La van descriure com "una veritable mare i mestressa de casa" i va ser admirada pel seu "èxit inusual, que no s'ha d'interpretar deshonestament, ja que tot Escània pot testificar que és veraç". A la parròquia de Vittskövle, on ella preferia residir, "La dona d'Ascheberg" es va convertir en una respectada figura del folklore local.